# Toru Kamikawa
Toru Kamikawa (Japans: 上川 徹, Kamikawa Tōru) (Kagoshima, 8 juni 1963) is een Japanse voetbalscheidsrechter actief op mondiaal niveau. Kamikawa was een van de 21 scheidsrechters tijdens het Wereldkampioenschap voetbal 2006 in Duitsland.
Kamikawa fluit sinds 2002 op internationaal niveau in dienst van de FIFA, en de AFC. Hij floot onder andere wedstrijden in de AFC Asian Cup, Wereldkampioenschap voetbal voor clubs en op het Wereldkampioenschap voetbal 2002.
Op het WK voetbal 2006 floot hij de groepswedstrijden Polen - Ecuador, Engeland - Trinidad en Tobago en de troostfinale Duitsland - Portugal

## Statistieken
| evenement                        | wed | Kreeg geel | Kreeg voor de tweede keer geel en dus rood | Weggestuurd |
| -------------------------------- | --- | ---------- | ------------------------------------------ | ----------- |
| Vriendschappelijk                | 1   | 8          | 0                                          | 0           |
| Wereldkampioenschap voetbal 2002 | 1   | 4          | 0                                          | 0           |
| AFC Asian Cup 2004               | 1   | 6          | 0                                          | 0           |
| WK voor clubs 2005               | 2   | 12         | 0                                          | 1           |
| Wereldkampioenschap voetbal 2006 | 1   | 3          | 0                                          | 0           |
| Totaal                           | 6   | 33         | 0                                          | 1           |

* Bijgewerkt tot 7 juli 2006